# Cotinga jucunda
Pipreola jucunda
Espèce
Statut de conservation UICN

 LC  : Préoccupation mineure
Le Cotinga jucunda (Pipreola jucunda) est une espèce d’oiseau de la famille des Cotingidae.